# Typ 054
Der Typ 054 (nach NATO-Codename als Jiangkai-I-Klasse bezeichnet) ist eine Klasse von zwei Mehrzweckfregatten der Marine der Volksrepublik China. 

## Geschichte
Der Bau der Schiffe begann 2003. China versuchte mit diesen Fregatten, den Anschluss an den modernen Schiffbau zu halten. Die Jiangkai-I-Klasse ergänzte die älteren Schiffe der Jiangwei-Klasse. Der Typ 054 wurde als eine neue Generation von Fregatten mit Stealth-Eigenschaften entwickelt. Das Design ist stark von der französischen La-Fayette-Klasse inspiriert. Der Typ 054 selbst ist ein Zwischenentwurf, von dem nur zwei Schiffe gebaut wurden. Bei dem Entwurf wurden einige wichtige Verbesserungen in Bezug auf Design und Ausrüstung vorgenommen.
Im Frühjahr 2003 war es möglich, eine Fregatte dieses Typs in der Werft Hongdu Zhonghua in Shanghai zu besichtigen. Diese Fregatte mit der Rumpfnummer 525 wurde am 11. September 2003 vom Stapel gelassen. Ein zweites Schiff wurde auf der Huangpu-Werft in Guangzhou gebaut, das am 30. November 2003 unter der Rumpfnummer 526 vom Stapel lief. Während die Hongdu-Werft konventionelle Schiffsbautechniken anwendet, bei denen das Schiff schrittweise aufgebaut wird, verwendet die Huangpu-Werft moderne Techniken, bei denen das Schiff aus vorgefertigten Komponenten gebaut wird.
Die Antriebs- und Waffensysteme des Typs 054 wurden alle aus Russland oder westlichen Ländern importiert. Während die Tarnkappenform und neue Systeme eingeführt wurden, stellt die Bewaffnung des Typ 054 keine große Verbesserung gegenüber der Jiangwei-II-Klasse dar, da es mit der gleichen HQ-7-SAM bewaffnet war.
Ende 2019 wurden Bilder öffentlich, die eine Überholung eines der beiden Schiffe mit weitreichenden Umbauten zeigen.

## Einheiten
| Kennung | Name               | Bauwerft                 | Stapellauf     | Indienststellung | Bemerkungen (Flotte) |
| ------- | ------------------ | ------------------------ | -------------- | ---------------- | -------------------- |
| 525     | Ma’anshan (马鞍山) | Hudong-Werft, Schanghai  | September 2003 | Februar 2005     | Aktiv (Ostflotte)    |
| 526     | Wenzhou (温州)     | Huangpu-Werft, Guangzhou | November 2003  | September 2005   | Aktiv (Ostflotte)    |

## Technik

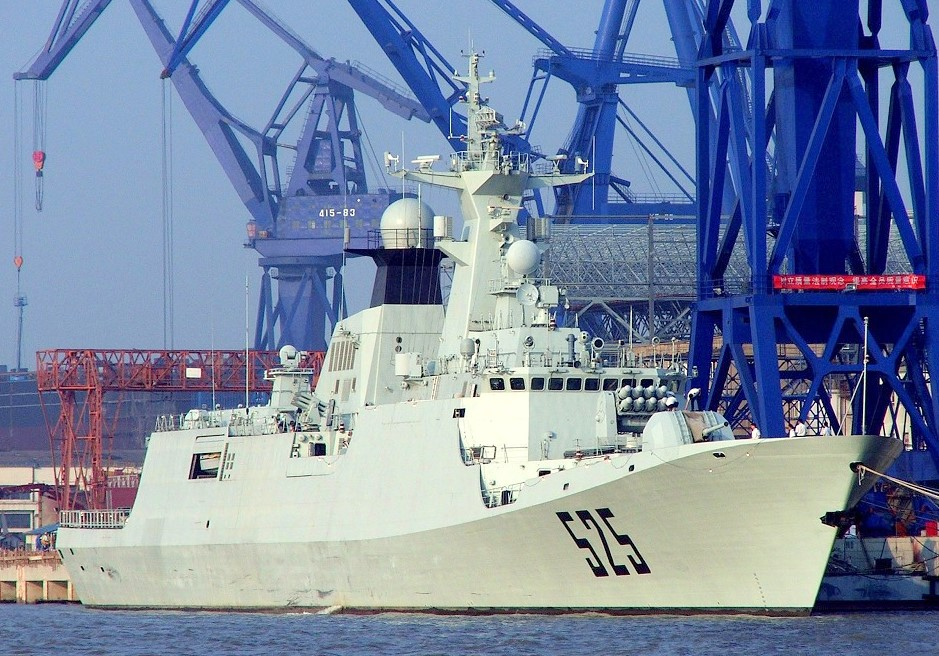
Die Fregatte Ma’anshan

Die Typ-054-Klasse hat ein konventionelles Layout und sieht der französischen La-Fayette-Klasse ähnlich. Das Hauptgeschütz und der achtfache SAM-Starter sind am Bug montiert. Der Sensormast und die Anti-Schiffs-Raketen sind hinter den Hauptaufbauten angebracht. Antriebssystem und Schornstein befinden sich in der Mitte. Ein Hangar und ein Hubschrauberdeck befinden sich am Heck.

### Antrieb
Die Typ 054 Klasse hat einen CODAD-Antrieb mit vier SEMT-Pielstick-Dieselmotoren. Die Höchstgeschwindigkeit beträgt etwa 27 Knoten. Bei wirtschaftlicher Geschwindigkeit beträgt die Reichweite etwa 4.000 Seemeilen. Die maximale Reichweite beträgt 8.000 Seemeilen bei niedriger Geschwindigkeit.

### Elektronik
Die Fregatten wurden ausgerüstet, um umfangreiche Aufgaben der Überwachung zu übernehmen. Praktisch alle Sensoren sind französischer oder russischer Herkunft. Die wichtigsten Sensoren sind das 2D-Luftsuchradar Typ 363S und das Überwasser-Suchradar MR-36A. U-Boote werden mit dem aktiven/passiven Sonarsystem MGK-335 aufgespürt. Ein Schleppsonar ist nicht vorhanden. Zu den weiteren Systemen gehören ein Kampfdatensystem, Feuerleitradare, ein Navigationsradar, SATCOM und ein Datalink.

### Bewaffnung
Hauptbewaffnung der Fregatten ist die Raketenbewaffnung. Überwasserziele werden mit der Unterschall-Anti-Schiffsrakete YJ-83 oder dem 100-mm-Mehrzweckgeschütz H/PJ-87 bekämpft. Die Luftabwehr über mittlere Entfernungen wird durch das HQ-7-System gewährleistet, wobei jedoch nur ein einziges Ziel gleichzeitig bekämpft werden kann. U-Boote werden mit sechsläufigen ASW-Raketenwerfern des Typs 87, leichten Yu-7-Torpedos und dem Ka-28PL-Hubschrauber bekämpft. Zur Selbstverteidigung werden vier lokal hergestellte 30-mm-CIWS AK-630 und zwei Täuschkörperwerfer eingesetzt.